# Lozon
Pour les articles homonymes, voir Lozon (homonymie).
Lozon est une ancienne commune française du département de la Manche et la région Normandie, peuplée de 310 habitants, commune déléguée au sein de Marigny-Le-Lozon depuis le 1er janvier 2016.

## Géographie
La commune est aux confins du Saint-Lois et du Coutançais, au sud des marais du Cotentin. Son bourg est à 6 km au nord de Marigny, à 13 km au sud-est de Périers, à 14 km à l'est de Saint-Sauveur-Lendelin, à 14 km à l'ouest de Saint-Lô et à 19 km au nord-est de Coutances.
| Feugères               | Le Mesnil-Vigot, Remilly-sur-Lozon | Remilly-sur-Lozon, Le Mesnil-Eury |
| Feugères               | Lozon                              | Montreuil-sur-Lozon               |
| Hauteville-la-Guichard | Marigny                            | Montreuil-sur-Lozon               |

## Toponymie
Au cours de la période révolutionnaire de la Convention nationale (1792-1795), la commune issue de la paroisse de Saint-Louet a porté le nom de Lozon puis a repris le nom de Saint-Louet-sur-Lozon. C'est en 1832 qu'à l'occasion de la fusion de Saint-Louet-sur-Lozon avec Saint-Ébremond-sur-Lozon que le nom de Lozon a été repris.
Les paroisses étaient dédiées à Laud de Coutances, appelé aussi Louet, évêque de Coutances au VIe siècle, et à saint Ébremond, ermite du VIIIe siècle à Fontenai-les-Louvets, dans le diocèse de Séez.
Le Lozon traverse le territoire, du sud-est au nord-est, en passant par le bourg.
Le gentilé est Lozonnais.

## Histoire
Dans la première moitié du XIIe siècle, la paroisse relevait de l'honneur du Hommet.
La paroisse de Saint-Ébremond eut pour seigneur, Charles Le Marquetel (1614-1703), qui était également seigneur de Saint-Denis-le-Gast.
En 1832, Saint-Louet-sur-Lozon (742 habitants en 1831) absorbe Saint-Ébremond-sur-Lozon (95 habitants).

## Politique et administration
| Période                                  | Période       | Identité         | Étiquette | Qualité         |
| ---------------------------------------- | ------------- | ---------------- | --------- | --------------- |
| 995                                      | mars 2014     | Gérard Depériers | SE        |                 |
| mars 2014                                | décembre 2015 | Marc Bourbey     | SE        | Chef entreprise |
| Les données manquantes sont à compléter. |               |                  |           |                 |

Le conseil municipal était composé de onze membres dont le maire et deux adjoints.

## Démographie
En 2021, la commune comptait 310 habitants. Depuis 2004, les enquêtes de recensement dans les communes de moins de 10 000 habitants ont lieu tous les cinq ans (en 2008, 2013, 2018, etc. pour Lozon) et les chiffres de population municipale légale des autres années sont des estimations.
Lozon a compté jusqu'à 901 habitants en 1836, consécutivement à la fusion des communes de Saint-Louet-sur-Lozon et Saint-Ébremond-sur-Lozon, nombre que n'avaient d'ailleurs jamais totalisé les deux communes auparavant.
| 1793 | 1800 | 1806 | 1821 | 1831 | 1836 | 1841 | 1846 | 1851 |
| ---- | ---- | ---- | ---- | ---- | ---- | ---- | ---- | ---- |
| 660  | 711  | 749  | 769  | 742  | 901  | 837  | 792  | 720  |

| 1856 | 1861 | 1866 | 1872 | 1876 | 1881 | 1886 | 1891 | 1896 |
| ---- | ---- | ---- | ---- | ---- | ---- | ---- | ---- | ---- |
| 710  | 688  | 673  | 641  | 670  | 647  | 614  | 585  | 555  |

| 1901 | 1906 | 1911 | 1921 | 1926 | 1931 | 1936 | 1946 | 1954 |
| ---- | ---- | ---- | ---- | ---- | ---- | ---- | ---- | ---- |
| 595  | 565  | 544  | 440  | 420  | 422  | 405  | 401  | 373  |

| 1962 | 1968 | 1975 | 1982 | 1990 | 1999 | 2008 | 2013 | 2018 |
| ---- | ---- | ---- | ---- | ---- | ---- | ---- | ---- | ---- |
| 332  | 335  | 292  | 285  | 292  | 311  | 307  | 300  | 300  |

| 2019 | - | - | - | - | - | - | - | - |
| ---- | - | - | - | - | - | - | - | - |
| 304  | - | - | - | - | - | - | - | - |

| 1793 | 1800 | 1806 | 1821 | 1831 |
| ---- | ---- | ---- | ---- | ---- |
| 74   | 69   | 97   | 93   | 95   |

## Économie
La commune se situe dans la zone géographique des appellations d'origine protégée (AOP) beurre d'Isigny et crème d'Isigny.

## Lieux et monuments

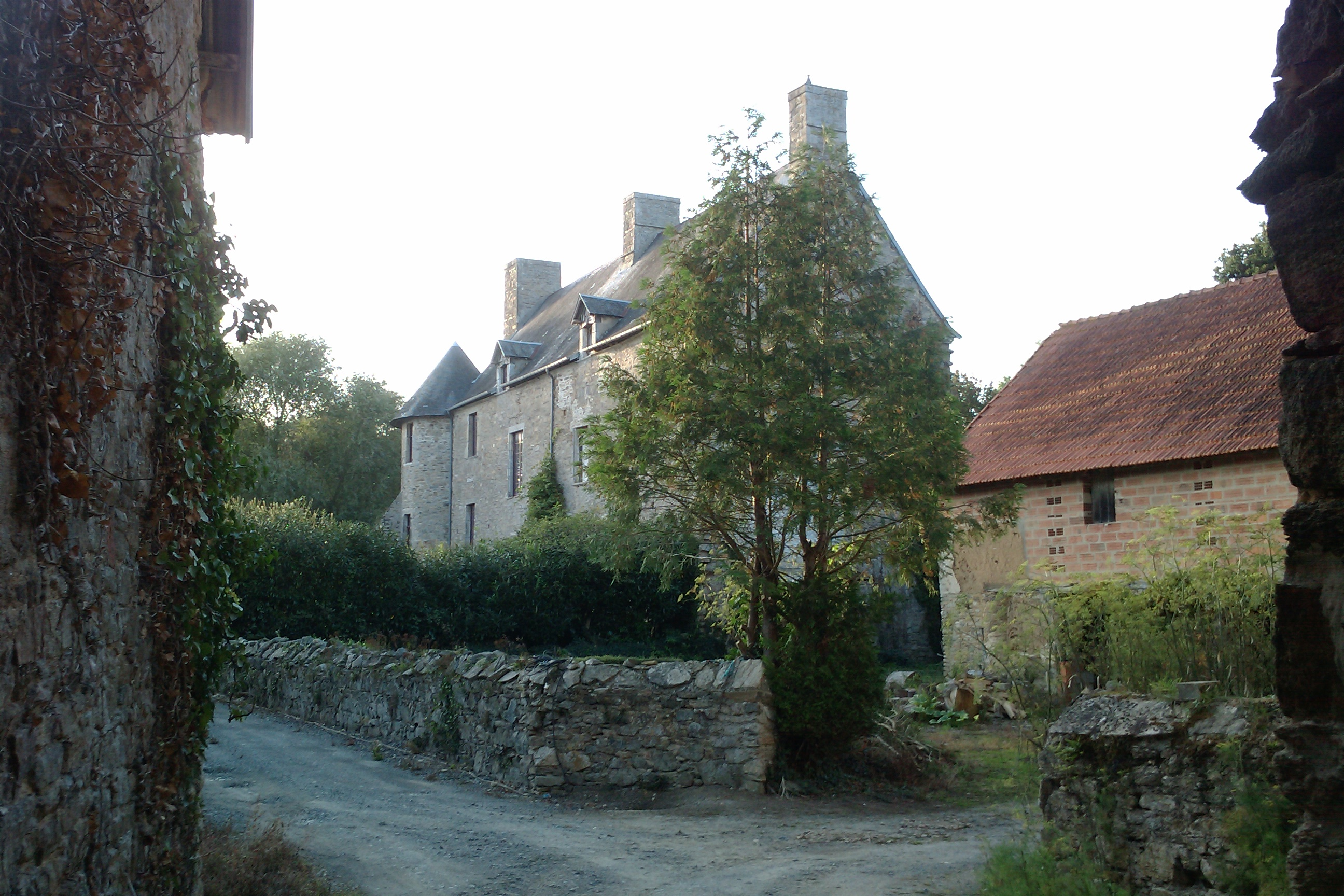
Le manoir d'Hubertant.

- Manoir d'Hubertant, de la fin du XVe ou du début du XVIe siècle, inscrit au titre des monuments historiques depuis le 26 mars 2002[13]. Il comprend un double porche d'entrée, une ferme, des communs et un corps de logis XVIe avec deux tours circulaires.
- La Cousinière (XVIIIe siècle) et escalier en pierre.
- Église Saint-Lô ou Saint-Louet des XVe – XIXe siècles en matériaux locaux, avec tour en façade et portail gothique. Elle abrite les statues de saint Jean-Baptiste et saint Lô (XVIIIe), un Chemin de croix (XIXe). On y invoque saint Antoine le Grand pour le zona. Lors des guerres de Religion, un certain Dufresne fut assassiné en 1560 alors qu'il voulait protéger l'église des saccages des protestants, qui furent pourchassés par les soldats du maréchal de Matignon[7].

## Activité et manifestations
Lozon a eu le prestige d'accueillir en 1974 le chanteur Mike Brant pour un concert donné au stade Michel-Journot[réf. nécessaire].

## Personnalités liées à la commune
- Charles Le Marquetel dit Saint-Évremond (1613 ou 1616 - 1703), seigneur de Saint-Ébremond et de Saint-Denis, homme de lettres, l'un des précurseurs des philosophes du XVIIIe siècle.
- Louis Jean David le Trésor du Bactot (1744-1817), maréchal de camp des armées de la Royauté, est né à Saint-Louet-sur-Lozon.